# Sascha Kern
Sascha Kern (* 18. Juli 1973) ist ein ehemaliger deutscher Ringer. Kern hat für die RWG Mömbris-Königshofen, den ASV Ladenburg und den KSV Bavaria Waldaschaff gerungen und dabei zahlreiche nationale und internationale Erfolge erzielt.

## Leben
Sascha Kern begann seine Ringerkarriere bei der RWG Mömbris-Königshofen (1. Bundesliga) und erzielte dort zahlreiche Erfolge in den Jugend- und Juniorenklassen sowie bei den Männern. Später wechselte er zum KSV Bavaria Waldaschaff (2. Bundesliga), wo er dritter Deutscher Meister bei den Männern war. Für den ASV Ladenburg (2. Bundesliga) konnte er 1996 die Deutsche Meisterschaft in der Männerklasse im griechisch-römischen Stil gewinnen.
Neben seiner sportlichen Karriere ist Kern als Geschäftsführer eines Unternehmens tätig, das sich auf den Handel mit ökologischen Produkten spezialisiert hat.

## Sportliche Erfolge

### Nationale Erfolge
- 5 mal  1. Deutscher Meister im Jugendbereich
- 1992: 6. Platz, 52 kg, Männer, Griechisch-römisch, Deutsche Meisterschaften, Tuttlingen (RWG Mömbris-Königshofen)
- 1994: 5. Platz, 52 kg, Männer, Griechisch-römisch, Deutsche Meisterschaften, Köllerbach (KSV Waldaschaff)
- 1995: 3. Platz, 52 kg, Männer, Griechisch-römisch, Deutsche Meisterschaften, Aschaffenburg (KSV Waldaschaff)
- 1996: 1. Platz, 52 kg, Männer, Griechisch-römisch, Deutsche Meisterschaften, Schifferstadt (ASV Ladenburg)
- 1999: 2. Platz, 54 kg, Männer, Griechisch-römisch, Deutsche Meisterschaften, Kleinostheim (RWG Mömbris-Königshofen)
- 2000: 3. Platz, 54 kg, Männer, Griechisch-römisch, Deutsche Meisterschaften, Urloffen (RWG Mömbris-Königshofen)
- 2001: 6. Platz, 54 kg, Männer, Griechisch-römisch, Deutsche Meisterschaften, Aschaffenburg (RWG Mömbris-Königshofen)
- 2002: 5. Platz, 60 kg, Männer, Griechisch-römisch, Deutsche Meisterschaften, Gütersloh (RWG Mömbris-Königshofen)

### Internationale Erfolge
- 1990: 7. Platz, 46 kg, Espoir, Griechisch-römisch, Weltmeisterschaft, Petach-Tikva, Israel (RWG Mömbris-Königshofen)
- 1992: 5. Platz, 52 kg, Espoir, Griechisch-römisch, Weltcup, Kungsbacka, Schweden (RWG Mömbris-Königshofen)